# 카르스주 (러시아 제국)

카르스주의 문장

카르스주(러시아어: Карсская область)는 러시아 제국의 주로 주도는 카르스이며 면적은 16,473 km2, 인구는 290,654명(1897년 당시 기준)이다. 현재의 튀르키예 카르스주, 아르다한주, 에르주룸주 및 아르메니아의 시라크주에 있었다. 1878년 산스테파노 조약에 따라 러시아 제국이 오스만 제국으로부터 획득했으며 1921년 카르스 조약에 따라 튀르키예에 편입되었다.

## 같이 보기
- 바투미주
- 아르메니아 제1공화국
- 조지아 민주공화국
- 산스테파노 조약
- 베를린 조약 (1878년)